# Felicjan Madeyski

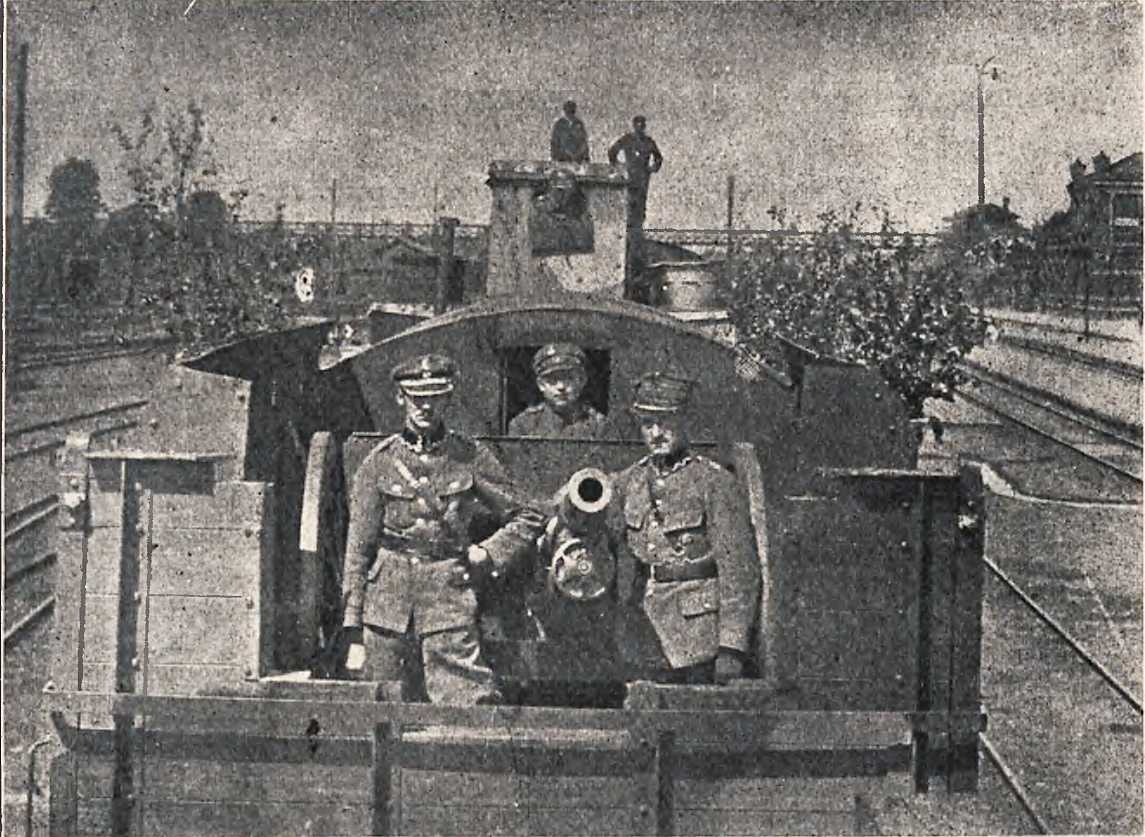
D-ca pociągu pancernego „Ppłk. Lis-Kula“ kpt. Felicjan Madeyski i d-ca art. pociągu por. Zdzisław Stypal pod Mińskiem w czerwcu 1920.

Felicjan Madeyski, wcześniej Madeyski-Poraj (ur. 13 marca 1890 w Tołszczowie, zm. wiosną 1940 w Charkowie) – podpułkownik administracji Wojska Polskiego, kawaler Orderu Virtuti Militari, ofiara zbrodni katyńskiej.

## Życiorys
Syn Adama i Ludmiły z Kamieńskich urodzony 13 marca 1890 roku w Tołszczowie, w ówczesnym powiecie lwowskim Królestwa Galicji i Lodomerii. Uczęszczał do c. k. IV Gimnazjum we Lwowie. W 1910 ukończył siódmą klasę. W następnym roku zdał maturę w gimnazjum w Samborze, a następnie zgłosił się do odbycia obowiązkowej służby wojskowej w 47 Styryjskim Pułku Piechoty w Gorycji, w charakterze jednorocznego ochotnika. Po zakończeniu służby ukończył jednoroczny kurs w Akademii Eksportowej w Wiedniu. W ewidencji c. i k. Armii figurował jako Felizian Ritter von Madeyski. Wziął udział w mobilizacji sił zbrojnych Monarchii Austro-Węgierskiej, wprowadzonej w związku z wojną na Bałkanach (1912–1913), a po wybuchu I wojny światowej został zmobilizowany jako kadet do Pułku Piechoty Nr 55. Walczył na froncie rosyjskim, włoskim i rumuńskim jako dowódca plutonu i kompanii. Na stopień nadporucznika został mianowany ze starszeństwem z 1 lipca 1915 w korpusie oficerów piechoty.
Od 15 listopada 1918 w Wojsku Polskim. Przydzielony do pociągu pancernego „Odsiecz”, następnie przeniesiony w 1919 r. do załogi pociągu „Pepetrójka”, przemianowanego na „Płk. Lis-Kula”. Po awansie na kapitana został dowódcą tego pociągu. Walczył w wojnie 1920 r. W lipcu 1920 r. krył odwrót polskich wojsk od Połocka przez Mołodeczno, Lidę, Wołkowysk, Białystok i Małkinię. Odznaczył się sprawnością w prowadzeniu pociągu i osobistą odwagą, przez częste wypady w głąb nieprzyjaciela i ustawiczną walkę z bolszewikami, niejednokrotnie wstrzymywał nieprzyjaciela i ułatwiał odwrót wojsk. 16 lipca 1920 r. wypadł bez rozkazu z pociągiem pancernym ze stacji Gawie w stronę Mołodeczna, przejechał przez linię nieprzyjaciela i pod wsią Berezowicą rozbił brygadę bolszewicką zadając jej duże straty. Przebiwszy się z powrotem do stacji Gawie, krył odwrót 11 DP. Za te czyny odznaczony został Orderem Virtuti Militari.
W listopadzie 1922 roku został przeniesiony z korpusu oficerów piechoty do korpusu oficerów samochodowych z równoczesnym wcieleniem do 5 dywizjonu samochodowego w Krakowie w stopniu majora ze starszeństwem z dniem 1 czerwca 1919 roku i 10,1 lokatą. 12 kwietnia 1927 roku został mianowany podpułkownikiem ze starszeństwem z dniem 1 stycznia 1927 roku i 1. lokatą w korpusie oficerów samochodowych. W 1928 pełnił służbę w Departamencie Inżynierii Ministerstwa Spraw Wojskowych. 12 maja 1929 roku został przesunięty z byłego Departamentu Inżynierii MSWojsk. do nowo powstałego Szefostwa Broni Pancernych MSWojsk. na stanowisko szefa. W marcu 1930 roku został przeniesiony do 1 dywizjonu samochodowego w Warszawie na stanowisko dowódcy dywizjonu. W październiku 1931 roku został przeniesiony do 5 dywizjonu samochodowego w Krakowie na stanowisko dowódcy dywizjonu. W kwietniu 1934 został przeniesiony do Komendy Miasta Kraków na stanowisko komendanta i pozostał na tym stanowisku do 1939. W międzyczasie został przeniesiony do korpusu oficerów administracji, grupa administracji.
W czasie kampanii wrześniowej 1939 – po agresji ZSRR na Polskę – wzięty do niewoli radzieckiej w Złoczowie, osadzony w Szepetówce, a następnie w Starobielsku. Wiosną 1940 został zamordowany przez funkcjonariuszy NKWD w Charkowie i pogrzebany potajemnie w bezimiennej mogile zbiorowej w Piatichatkach, gdzie od 17 czerwca 2000 mieści się oficjalnie Cmentarz Ofiar Totalitaryzmu w Charkowie. Figuruje na Liście Starobielskiej NKWD pod pozycją 2156.
5 października 2007 minister obrony narodowej Aleksander Szczygło mianował go pośmiertnie na stopień pułkownika. Awans został ogłoszony 9 listopada 2007 w Warszawie, w trakcie uroczystości „Katyń Pamiętamy – Uczcijmy Pamięć Bohaterów”.
Był żonaty, miał córkę Krystynę (ur. 18 października 1920) i syna Leszka (ur. 25 marca 1926).

## Ordery i odznaczenia
- Krzyż Srebrny Orderu Virtuti Militari nr 5010[4] – 3 lutego 1922[27]
- Krzyż Niepodległości – 9 listopada 1933 „za pracę w dziele odzyskania niepodległości”[28]
- Krzyż Walecznych[29]
- Złoty Krzyż Zasługi – 10 listopada 1938 „za zasługi w służbie wojskowej”[30][18]
- Medal Pamiątkowy za Wojnę 1918–1921[31]
- Medal Dziesięciolecia Odzyskanej Niepodległości[31]
- Odznaka „Znak Pancerny” nr 500 – 11 listopada 1933[32]

W czasie służby w c. i k. Armii otrzymał:
- Krzyż Zasługi Wojskowej 3 klasy z dekoracją wojenną i mieczami,
- Brązowy Medal Zasługi Wojskowej z mieczami na wstążce Krzyża Zasługi Wojskowej,
- Srebrny Medal Waleczności 1 klasy,
- Krzyż Wojskowy Karola,
- Krzyż Pamiątkowy Mobilizacji 1912–1913[7].